# Spem in alium
Spem in alium (en español, «Esperanza en cualquier otro») es un motete renacentista de 40 partes de Thomas Tallis, compuesto en c. 1570 para ocho coros de cinco voces cada uno. Algunos críticos la consideran la mejor pieza de música antigua inglesa. H. B. Collins la describió en 1929 como el «logro supremo» de Tallis, junto con sus Lamentaciones.

## Historia

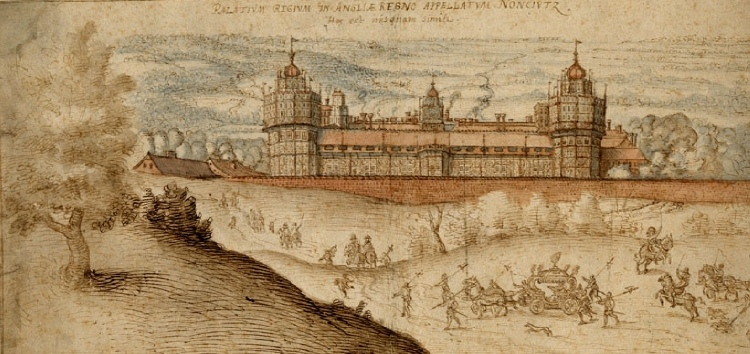
Los oscuros orígenes de Spem in alium están fuertemente relacionados con el antiguo Palacio de Nonsuch en Surrey.

La historia del origen de la obra es oscura, aunque hay algunas pistas sobre dónde pudo haber sido realizada por primera vez. Está incluido en un catálogo de la biblioteca del Palacio de Nonsuch, un palacio real vendido en la década de 1550 al conde de Arundel antes de regresar a la corona en la década de 1590. El listado, de 1596, lo describe como «una canción de las cuarenta partes, hecha por el Sr. Tallys». Los primeros manuscritos que se conservan son los preparados en 1610 para la investidura como Príncipe de Gales de Enrique Estuardo, hijo de Jacobo I.
Un commonplace book de 1611 del estudiante de derecho Thomas Wateridge contiene la siguiente anécdota:

In Queen Elizabeths time þere was à songe sen[t] into England in 30 p[art]s (whence þe Italians obteyned þe name to be called þe Apices of þe world) wch beeinge Songe mad[e] a heavenly Harmony. The Duke of — bearinge à great love to Musicke asked whether none of our English men could sett as good à songe, and Tallice beeinge very skilfull was felt to try whether he would undertake þe matter, wch he did & made one of 40 p[ar]tes wch was songe in the longe gallery at Arundell house, wch so farre surpassed þe other that the Duke, hearinge þt songe, tooke his chayne of Gold fro[m] his necke & putt yt about Tallice his necke & gave yt him (wch songe was againe songe at þe Princes coronation).
En el tiempo de la reina Isabel, se envió a Inglaterra en 30 partes (de donde los italianos obtuvieron el nombre para ser llamado Apices del mundo) siendo una canción con una armonía celestial. El duque de Bearinge, con gran amor por la música, preguntó si ninguno de nuestros hombres ingleses podía establecer una buena canción, y Tallice, siendo muy hábil, se sintió a la hora de probar si se encargaría del asunto, lo que hizo e hizo una canción de 40 partes en la galería larga en la casa de Arundell, que sobrepasaba tanto al otro que el duque, al oír la canción, le quitó el chayne de oro del cuello y le dio un golpe en el cuello a Tallice y se lo dio (que volvió a sonar en la coronación de los príncipes).

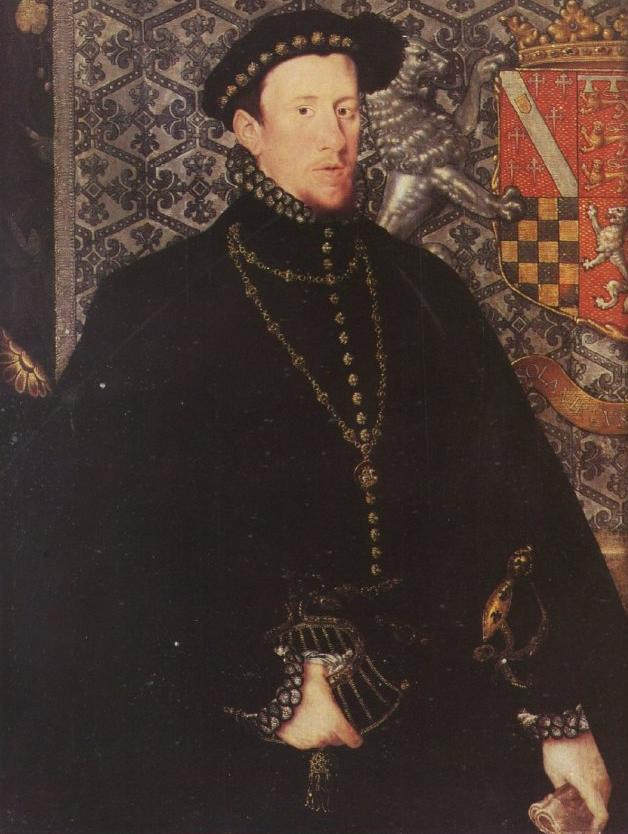
Según algunos relatos, Thomas Howard, cuarto duque de Norfolk, encargó el motete a Tallis.

Suponiendo que el «30» sea un error, se ha argumentado que la canción italiana a la que se hace referencia es el motete de 40 partes sea Ecce beatam lucem o la misa de 40-60 voces Missa sopra Ecco sì beato giorno, ambas de Alessandro Striggio, quien se sabe que visitó Londres en junio de 1567 después de un viaje por Europa durante el cual organizó otras representaciones de Missa sopra Ecco sì beato giorno. Este relato es consistente con la entrada del catálogo del Palacio de Nonsuch: la casa de Arundel fue el hogar en Londres de Henry FitzAlan, decimonoveno conde de Arundel; el Palacio de Nonsuch era su residencia de campo. Nonsuch tenía un salón de banquetes octogonal, que a su vez tenía cuatro balcones en el primer piso sobre la planta baja; sobre esta suposición, podría haber sido el caso de que Tallis diseñó la música para ser cantada no solo en redondo, sino con cuatro de los ocho coros de cinco partes cantando desde los balcones.
Del mismo modo, el único ducado existente durante el reinado de Isabel I fue el de Norfolk, por lo que el duque en la carta solo puede ser Thomas Howard, cuarto duque de Norfolk, por lo que (si la anécdota es confiable) su ejecución en 1572 da una fecha más reciente para la composición de la obra. Algunos estudiosos consideran que el duque de Norfolk encargó a Tallis que escribiera Spem in alium para su presentación en Nonsuch, y que su primera presentación tuvo lugar allí. Otros historiadores, dudando de la anécdota, sugieren que la primera actuación fue con motivo del cuadragésimo cumpleaños de Isabel en 1573.
Los puntos de vista anteriores son los más sostenidos, pero ambos tienen sus dificultades. El texto proviene de una respuesta en el orden de maitines en el rito Sarum, que había sido reemplazado por el libro de oraciones común. De hecho, el texto utilizado para una interpretación de la obra en 1610, aunque con música, es completamente diferente, lo que sugiere que el texto original no era satisfactorio. La carta de Wateridge está fechada 40 años después de la fecha isabelina y no menciona ni a Striggio ni al duque por su nombre. Se ha sugerido que si el duque en cuestión era un duque de Norfolk, este podría ser el tercer duque, que estaba vivo durante el reinado de María Tudor. El Palacio de Nonsuch perteneció a los Norfolks en la década de 1550, habiendo sido vendido a ellos por María. En cuanto al texto original, el contexto de Judit asesinando a Holofernes y recuperando su posición encaja con la ejecución por María del duque de Northumberland, quien había intentado suplantarla en el trono con Juana Grey, en lugar de que Tallis lo usara para Isabel. La música en sí es completamente diferente a la de Striggio. Su trabajo fue para diez coros de cuatro partes; la de Tallis es para ocho coros de cinco partes. El «30» en la carta de Wateridge puede no ser una errata o un error; el trabajo al que se hace referencia puede ser simplemente desconocido. Con estos argumentos, Tallis escribió la obra para María, la predecesora de Isabel. Se ha adelantado la posibilidad de que Striggio copiara a Tallis, aunque de esto no hay evidencia.
Una de las primeras partituras de la obra se encuentra en la biblioteca Bodleiana, en Oxford, donde fue parte de una exposición mostrada en 2008-09 que detallaba mil años de música coral británica. Otra partitura temprana de la obra se encuentra en la Biblioteca Británica de Londres en la Galería Sir John Ritblat Treasures, donde formó parte de la exposición de 2014-15 «Treasures of the British Library».

## Cualidades
El motete está diseñado para ocho coros de cinco voces (soprano, alto, tenor, barítono y bajo). Lo más probable es que Tallis pretendiera que sus cantantes formaran una especie de herradura para cantar. Comenzando con una sola voz del primer coro, otras voces se unen en imitación, cada una a su vez guardando silencio mientras la música se mueve alrededor de los ocho coros. Las cuarenta voces entran simultáneamente durante unos pocos compases, y luego el patrón de apertura se invierte con la música pasando del coro ocho al coro uno. Hay otra breve sección completa, después de la cual los coros cantan en pares antifonales, lanzando el sonido a través del espacio entre ellos. Finalmente todas las voces se unen para la culminación del trabajo. Aunque compuesta en estilo imitativo y ocasionalmente homofónico, sus líneas vocales individuales actúan con bastante libertad dentro de su elegante marco armónico, lo que permite implementar una gran cantidad de ideas musicales individuales durante su tiempo de ejecución de diez a doce minutos. La obra es un estudio de contrastes: las voces individuales cantan y callan por turnos, a veces solas, a veces en coros, a veces llamando y respondiendo, a veces todas juntas, de modo que, lejos de ser una masa monótona, la obra cambia continuamente, presentando nuevas ideas.

## Texto
El texto original en latín del motete es de un responsorio (en maitines, para la tercera lección, durante la V semana de septiembre), en el rito Sarum, adaptado del Libro de Judit (Judit 9). Hoy la respuesta aparece en el Oficio Divino del rito latino en el Oficio de Lecturas (antes llamado Maitines) tras la primera lección del martes de la 29.ª semana del año.
No hay una fuente de manuscritos antiguos que proporcione la base para el texto en latín: las copias de 1610 dan la base para el contrafactum inglés, cantado en la investidura de 1610 de Enrique Estuardo, príncipe de Gales, «Sing and glorify», con el texto latino en la parte inferior.
| Latín Spem in alium nunquam habui Praeter in te, Deus Israel Qui irasceris et propitius eris et omnia peccata hominum in tribulatione dimittis Domine Deus Creator caeli et terrae respice humilitatem nostram | Inglés I have never put my hope in any other but in Thee, God of Israel who canst show both wrath and graciousness, and who absolves all the sins of man in suffering Lord God, Creator of Heaven and Earth Regard our humility | Contrafactum inglés (1610) Sing and glorify heaven's high Majesty, Author of this blessed harmony; Sound divine praises With melodious graces; This is the day, holy day, happy day, For ever give it greeting, Love and joy heart and voice meeting: Live Henry princely and mighty, Harry live in thy creation happy. |

## Interpretaciones
Las interpretaciones incluyen las del Coro de la Catedral de Winchester; The Tallis Scholars, The Cardinall's Musick, el National Youth Choir de Gran Bretaña, la Oxford Camerata; los coros del King's y St John's Colleges de Cambridge; The Sixteen; los Clerkes de Oxenford; Huelgas Ensemble; Taverner Consort, Choir and Players; I Fagiolini lo ha grabado junto a un motete de 40 partes de Alessandro Striggio, con continuo, cornetas y sacabuches.